# Musopen
Musopen Inc. je nezisková organizace se sídlem v Palo Alto, Kalifornie, ve Spojených státech amerických založena Aaronem Dunnem v roce 2005. Jejím cílem je "osvobodit hudbu" ("set music free") poskytováním hudebních nahrávek a notových zápisů veřejnosti bezplatně a bez omezení autorských práv.

## Poslání
Musopen poskytuje public domain elektronické úložiště hudebních nahrávek a notových zápisů. Organizace také shání peníze na nahrávání klasické hudby, která je posléze uvolněna jako volné dílo.
V roce 2008 Musopen uvolnila nově natočené nahrávky 32 Beethovených klavírních sonát jako volná díla.
V roce 2010 organizace zorganizovala sbírku skrze crowdsourcing platformu Kickstarter pro získání nahrávek většího repertoáru. Sbírka vydělala přes 68000 dolarů, což činilo více než šestinásobek původní cílové částky. V červnu 2012 bylo dokončeno zpracování nahrávek, následně byly nahrávky uveřejněny na musopen.org a nahrány na Archive.org.
V září 2013 Museopen spustila další projekt na Kickstarteru s cílem nahrát kompletní dílo Frederyka Chopina. Projekt byl úspěšný, překročil cílovou částku 75000 dolarů o 15000 dolarů.

## Online hudební knihovna
Musopen funguje pod freemium modelem, takže obsah je dostupný bezplatně, ale prémiový obsah vyžaduje předplatné. Notové zápisy jsou dostupné bezplatně bez výjimky. Neplatící uživatelé mohou hudbu ve ztrátové kompresi stahovat, ale jsou limitováni 20 staženími za den; uživatelé s 55 dolarovým ročním předplatným obdrží nelimitovaný počet stažení hudby v beztrátovém kódování; "mecenáši" platící 240 dolarů ročně mohou poptávat po organizaci budoucí nahrávky klasických děl.